# Scholars International
El Scholars International es un equipo de fútbol de las Islas Caimán que juega en la Liga de las Islas Caimán, la liga de fútbol más importante del país.

## Historia
Fue fundado en el año 1986 en la ciudad de West Bay siendo uno de los equipos más ganadores de las Islas Caimán al sumar 11 títulos de liga, 3 de copa y 1 Torneo Digicel.
A nivel internacional ha participado en 4 torneos continentales, donde su mejor participación ha sido en la Copa de Campeones de la Concacaf 1991 al alcanzar la Segunda ronda.

## Palmarés
- Liga de las Islas Caimán: 11

1997/98, 2000/01, 2002/03, 2005/06, 2006/07, 2007/08, 2009/10, 2011/12, 2017/18, 2018/19, 2020/21
- CIFA Cup: 3

2002/03, 2005/06, 2007/08
- - Finalista: 3

2000/01, 2001/02, 2004/05

## Participación en competiciones de la CONCACAF
| Temporada | Torneo                           | Ronda          | Club                      | Casa  | Visita | Global     |
| --------- | -------------------------------- | -------------- | ------------------------- | ----- | ------ | ---------- |
| 1991      | Liga de Campeones de la Concacaf | 1              | Black Lions FC            | 1-0   | 1-1    | 2-1        |
| 1991      | Liga de Campeones de la Concacaf | 2              | Defence Force FC          | 0-1   | 0-6    | 0-7        |
| 1992      | Liga de Campeones de la Concacaf | 1              | L'Etoile de Morne-à-l'Eau | w.o.1 | w.o.1  | w.o.1      |
| 2019      | CONCACAF Caribbean Club Shield   | 1              | Fruta Conquerors          |       | 2-0    | 3.er lugar |
| 2019      | CONCACAF Caribbean Club Shield   | 1              | FC Santiago de Cuba       |       | 0-0    | 3.er lugar |
| 2019      | CONCACAF Caribbean Club Shield   | 1              | CRKSV Jong Holland        |       | 0-1    | 3.er lugar |
| 2023      | CONCACAF Caribbean Club Shield   | Fase de grupos | South East FC             | 2-0   | 2-0    | 2° lugar   |
| 2023      | CONCACAF Caribbean Club Shield   | Fase de grupos | Golden Lion FC            | 0-4   | 0-4    | 2° lugar   |

1- Scholars International abandonó el torneo.